# The Record Station
The Record Station är ett svenskt skivbolag grundat 1985 av Marie Ledin. Bolaget hette till en början Taby Record Station. I slutet av 1980-talet uppköptes bolaget av BMG Ariola AB.
Bolaget har gett ut artister som Tomas Ledin, Anders Glenmark och Eva Dahlgren.